# 1607 w polityce

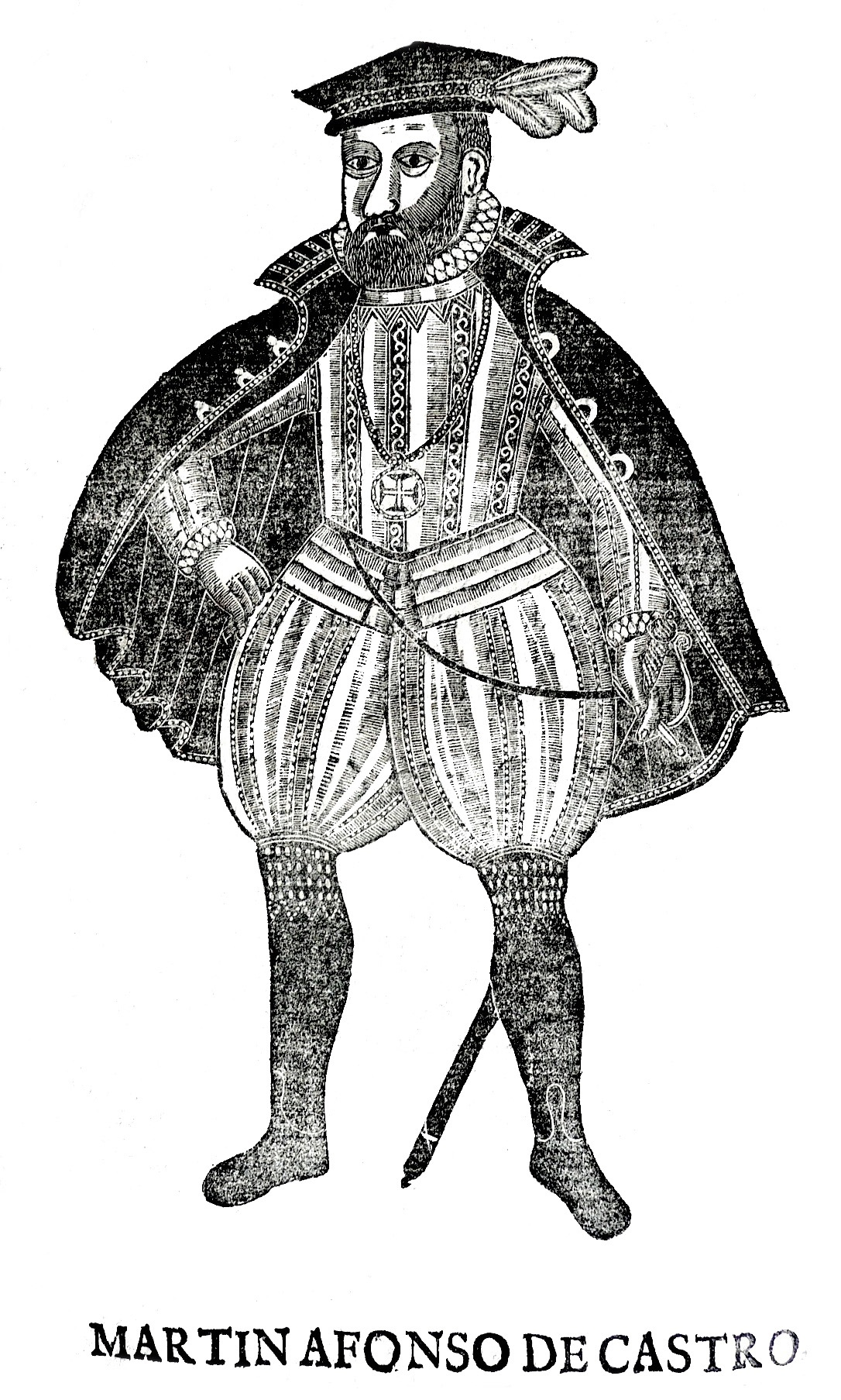
Martim Afonso de Castro

Wydarzenia polityczne w 1607 roku.

## Wydarzenia
- Królowie Francji stali się współwładcami Andory[1].

## Urodzili się
- 22 lutego Edward Thurland, angielski prawnik i polityk[2].

## Zmarli
- Martim Afonso de Castro, portugalski wicekról Indii[3].